# Claremont (California)
Claremont è una città universitaria nella parte orientale della contea di Los Angeles, California, Stati Uniti, a circa 30 miglia (48 km) a est del centro di Los Angeles ai piedi delle montagne di San Gabriel. Secondo il censimento del 2010, la popolazione è di 34.926 abitanti. Claremont è nota per i suoi sette istituti di istruzione superiore, le sue strade alberate ed i suoi edifici storici. Nel luglio 2007, è stata valutata dalla CNN come il quinto posto migliore dove vivere negli Stati Uniti, ed era il luogo con il rating più alto della California. Grazie al suo grande numero di alberi e residenti con dottorati, è conosciuta come "la città degli alberi e dei dottorati di ricerca".
La città è principalmente residenziale, con attività commerciali che ruotano attorno al "The Village", una famosa zona ricca di piccoli negozi, boutique, gallerie d'arte, uffici, ristoranti e adiacente, ad est, ai Claremont Colleges. Il Villaggio è stato ampliato nel 2007, con l'aggiunta di una zona multi-uso che comprende un cinema, un hotel, spazi commerciali, uffici, e una struttura di parcheggio sul sito di un vecchio impianto di imballaggio di agrumi a ovest di Indian Hill Boulevard.
Il servizio di treni locali è fornito dal Metrolink, parte del sistema metropolitano della Contea di Los Angeles. La stazione si trova sulla linea San Bernardino, con treni che viaggiano verso Los Angeles e San Bernardino parecchie volte ogni giorno.

## Istituzioni civiche
A Claremont è situato il complesso dei Claremont Colleges, che comprende sette scuole di istruzione superiore: il Pomona College (fondato nel 1887), la Claremont Graduate University (1925), lo Scripps College (1926), il Claremont McKenna College (1946), l'Harvey Mudd College (1955), il Pitzer College (1963), e il Keck Graduate Institute of Applied Life Sciences (1997). Molte di queste scuole sono costantemente valutate tra le migliori della nazione, il che ha contribuito ad attirare studenti da tutto il paese e da tutto il mondo. Appena a nord di Foothill vi è la Claremont School of Theology, un'altra scuola di insegnamento superiore situata a Claremont, che condivide alcune risorse con i Collegi Claremont ma non ne è un membro. Questi istituti privati di istruzione ospitano circa 6.500 studenti da tutto il mondo ogni anno. Claremont è anche la sede del Claremont Institute.
Il Folk Music Center and Museum fa parte della famiglia del vincitore del Grammy Ben Harper dal 1958 e presenta centinaia di strumenti provenienti da tutto il mondo.  Nel 1976, il Folk Music Center Museum è stato incorporato come una società educativa e culturale senza scopo di lucro.